# Cúc Đường
Cúc Đường là một xã thuộc huyện Võ Nhai, tỉnh Thái Nguyên, Việt Nam.

## Địa lý
Xã Cúc Đường nằm ở phía tây huyện Võ Nhai, có vị trí địa lý:
- Phía đông giáp xã Vũ Chấn
- Phía tây giáp xã La Hiên
- Phía nam giáp xã La Hiên và xã Lâu Thượng
- Phía bắc giáp xã Thần Sa và xã Thượng Nung.

Xã Cúc Đường có diện tích 34,71 km², dân số năm 1999 là 2.033 người, mật độ dân số đạt 59 người/km².
Xã Cúc Đường nằm trên lưu vực sông Nghinh Tường và có dòng chính của sông chảy qua khu vực ranh giới tây bắc của xã. Đây là một xã thuộc vùng cao của huyện Võ Nhai và có tài nguyên sét xi măng với trữ lượng lớn và chất lượng tốt. 

## Hành chính
Xã Cúc Đường được chia thành 5 xóm: Bình Sơn, Lam Sơn, Mỏ Chì, Tân Sơn, Trường Sơn.